# 大槻勤
大槻 勤（おおつき つとむ）は、日本の核化学者。京都大学名誉教授。放射化学会賞受賞。

## 人物・経歴
宮城県角田高等学校卒。東京都立大学大学院理学研究科修了。理学博士。東北大学電子光理学研究センター光量子反応研究部准教授、京都大学大学院工学研究科物質エネルギー化学専攻同位体利用化学講座教授を経て、京都大学複合原子力科学研究所粒子線基礎物性研究部門研究員、京都大学名誉教授、京都大学複合原子力科学研究所特任教授。高効率・高品質なアクチニウム225の製造技術を世界で初めて確立するなどした。ベリリウム-7の研究により、日本放射化学会賞を受賞。